# Грайфензее
Грайфен або Грайфензее (нім. Greifensee) — проточне озеро на півночі Швейцарії. Розташовується в центральній частині кантону Цюрих, по периметру до озера прилягає територія округу Устер.
Озеро знаходиться на висоті 435 м над рівнем моря.